# Ardeuil-et-Montfauxelles
Ardeuil-et-Montfauxelles là một xã thuộc tỉnh Ardennes, thuộc vùng Grand Est ở phía bắc nước Pháp.